# 主星朝鲜族乡
主星朝鲜族乡（中国朝鲜语：／）是中华人民共和国黑龙江省黑河市北安市下辖的一个民族乡。

## 行政区划
主星朝鲜族乡下辖以下村级行政区划单位：
东星村、红光村、红星村和主星村。